# Parafontaria crenata
Parafontaria crenata är en mångfotingart som beskrevs av Wataru Shinohara 1986. Parafontaria crenata ingår i släktet Parafontaria och familjen Xystodesmidae. Inga underarter finns listade i Catalogue of Life.